# 오가와 야스히로
오가와 야스히로(일본어: 小川 泰弘, 1990년 5월 16일~)는 일본의 프로 야구 선수이며, 현재 센트럴 리그인 도쿄 야쿠르트 스왈로스의 소속 선수(투수)이다. 아이치현 아쓰미군 아카바네정(현: 다하라시) 출신이다.

## 인물

### 프로 입단 전
5형제 중 막내로 태어났다. 초등학교 3학년 때부터 야구를 시작하였고 중학교 시절에는 연식 야구부에 소속하여 에이스로서 팀을 현 대회 출장에 이끌었다. 중학교 졸업 후 아이치 현립 세이쇼 고등학교에 진학하여 2학년 겨울에는 아이치 현 선발로서 나카가와 다이시, 후쿠타니 고지와 함께 미일 친선 경기에 출전했다. 3학년 봄에는 선발 고교 야구 대회(제80회 선발 고등학교 야구 대회)에 출전해 1차전 상대인 고마자와 대학 부속 이와미자와 고등학교를 누르고 창단 103년째에 고시엔 대회에서의 첫 승리를 장식하였다.
졸업 후 소카 대학에 진학하여 1학년 가을부터 도쿄 신 대학 리그전에 출전, 메이지 진구 야구 대회의 간토 대표 결정전에서는 오른쪽 팔꿈치를 다친 에이스 오쓰카 유타카의 대역으로 선발 등판해 스가노 도모유키가 소속된 도카이 대학을 상대로 승리하였다. 2년차의 봄부터는 주전 투수가 되었고 3학년 여름에는 놀런 라이언의 ‘투수의 바이블’을 만나 뒤에서 논하는 것과 같은 독특한 폼으로 변경하였다. 3학년 가을에는 리그 신기록인 평균 자책점 0.12를 기록했고 4학년 봄의 도쿄 가쿠게이 대학전에서는 신 대학 리그 역대 8번째가 되는 노히트 노런을 달성했다. 투구 폼을 변경한 3학년 가을 이후에는 리그전에서 패전없이 21연승을 달성했다. 리그 통산 성적은 36승 3패, 평균 자책점 0.60을 기록했고 리그 MVP를 5차례나 수상했다.
2012년 프로 야구 드래프트 회의에서 도쿄 야쿠르트 스왈로스로부터 2순위 지명을 받아 11월 28일에 계약금 7,000만 엔, 연봉 1,200만 엔으로 계약을 맺었고 등번호는 ‘29’번이 되었다.

### 프로 입단 후

#### 2013년
시범 경기에서 뚜렷한 결과를 남겨 개막 5경기째인 4월 3일 히로시마 도요 카프전(마쓰다 스타디움)에서 프로 첫 등판과 동시에 첫 선발로 나섰다. 7이닝 도중 2실점(무자책점)으로 호투하여 그 해의 신인 투수 중에서는 처음으로 프로 데뷔 첫 승리를 거두었다. 야쿠르트의 신인으로서 첫 등판에 첫 승리를 기록한 것은 2011년의 시치조 유키 이래 13번째였으며 또한 이 날은 오가와의 어머니 생일이기도 하였다. 이어지는 4월 10일 주니치 드래곤스전에서도 6회 1사까지 무안타로 막아내는 등 7이닝 동안 1피안타 1실점(무자책점)으로 시즌 2승째를 올렸다. 신인으로서 구단 최초가 되는 첫 등판부터 2전 2승을 기록했다. 6월 22일 히로시마전에서는 그 해 신인 투수중에서 가장 먼저 완봉 승리를 따냈다. 7월 13일 히로시마전에서 시즌 10승째를 올려 1999년 우에하라 고지(요미우리 자이언츠)와 마쓰자카 다이스케(세이부 라이온스) 이래 신인 투수에 의한 리그 10승을 달성하였고 그 후에도 자신의 연승을 7연승까지 늘렸다. 8월 이후에는 약 한 달간 승리에서 멀어졌지만 주니치전에서의 완투 승리를 시작으로 내리 4연승을 하였고 리그 최다승인 16승째를 올리는 등 승률과 완봉에서도 리그 최다 기록을 남겼다.

## 플레이 스타일

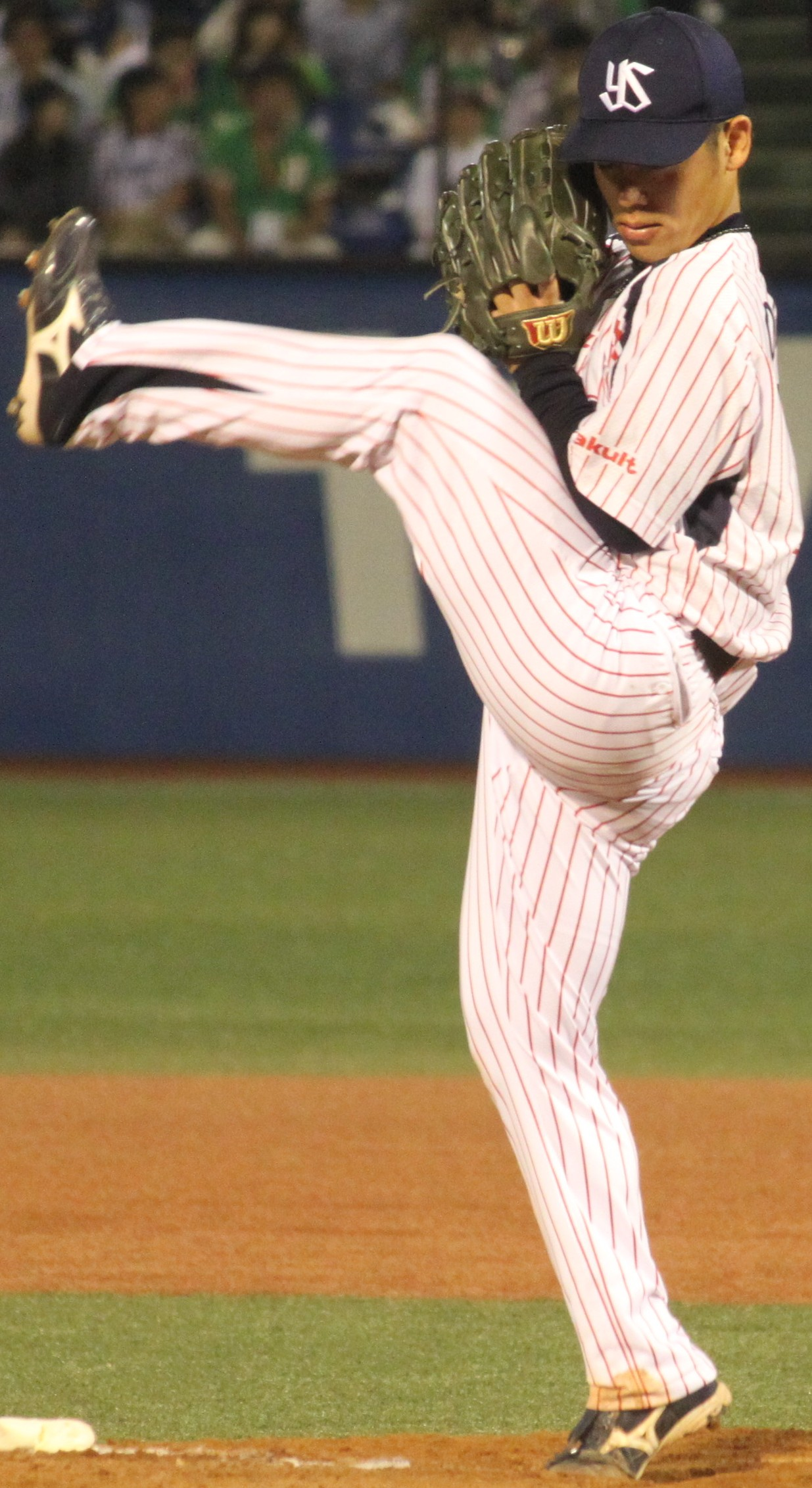
다리를 크게 올리는 오가와의 독특한 투구 폼(2013년)

놀런 라이언을 참고로 한 왼쪽 다리를 크게 올리는 투구 폼과 오버스로에서 최고 속도 150km/h의 직구(포심, 투심)을 던진다. 그 투구 폼에서 ‘일본제 라이언’(和製ライアン), ‘라이언 오가와’(ライアン小川)라고도 불린다. 변화구는 컷 패스트볼, 슬라이더, 체인지업, 포크볼 등을 가지고 있으며 퀵 모션때의 제구력이 과제이다.

## 상세 정보

### 출신 학교
- 아이치 현립 세이쇼 고등학교
- 소카 대학

### 선수 경력
- 도쿄 야쿠르트 스왈로스(2013년~)

국가 대표 경력
- 2015년 WBSC 프리미어 12 일본 국가대표

### 수상·타이틀 경력

#### 타이틀
- 다승왕: 1회(2013년) ※헤이세이 시대에 태어난 선수로는 최초
- 최고 승률: 1회(2013년) ※헤이세이 시대에 태어난 선수로는 최초

#### 수상
- 신인왕(2013년)
- 2013 골든 루키상(2013년)
- 월간 MVP: 3회(2016년 8월, 2018년 6월, 2022년 6월) ※투수 부문
- 일본 프로 스포츠 대상 최고 신인상(2013년)
- 쓰바메시 연간 히어로상: 1회(2013년[13])

### 개인 기록

#### 첫 기록(투수)
- 첫 등판·첫 선발 등판·첫 승리·첫 선발 승리: 2013년 4월 3일, 대 히로시마 도요 카프 2차전(MAZDA Zoom-Zoom 스타디움 히로시마), 6과 2/3이닝 2실점(무자책점)
- 첫 탈삼진: 상동, 4회말에 프레드 루이스로부터 헛스윙 삼진
- 첫 완투·첫 완봉 승리: 2013년 6월 22일, 대 히로시마 도요 카프 6차전(MAZDA Zoom-Zoom 스타디움 히로시마), 5피안타 1볼넷
- 첫 홀드: 2017년 6월 30일, 대 한신 타이거스 10차전(한신 고시엔 구장), 8회말에 4번째 투수로서 구원 등판, 1이닝 무실점

#### 첫 기록(타격)
- 첫 안타: 2013년 4월 10일, 대 주니치 드래건스 2차전(나고야 돔), 3회초에 브래드 버거슨으로부터 우전안타
- 첫 타점: 2013년 5월 11일, 대 한신 타이거스 8차전(봇짱 스타디움), 2회말에 이와타 미노루로부터 우중간에 2점 적시 2루타
- 첫 홈런: 2015년 8월 5일, 대 요미우리 자이언츠 15차전(메이지 진구 야구장), 3회말에 고야마 유키로부터 좌월 솔로 홈런

#### 기록 달성 경력
- 통산 1000투구 이닝: 2019년 9월 28일, 대 요미우리 자이언츠 25차전(메이지 진구 야구장), 1회초 3아웃째에 오카모토 가즈마를 중견수 뜬공 ※역대 356번째[14]
- 통산 1000탈삼진: 2021년 10월 29일, 대 히로시마 도요 카프 24차전(MAZDA Zoom-Zoom 스타디움 히로시마), 6회말에 하야시 고타로부터 헛스윙 삼진 ※역대 153번째[15]
- 통산 1500투구 이닝: 2023년 7월 29일, 대 요코하마 DeNA 베이스타스 14차전(메이지 진구 야구장), 7회초 3아웃째에 세키네 다이키로부터 헛스윙 삼진[16]
- 통산 100승: 2023년 9월 9일, 대 요코하마 DeNA 베이스타스 20차전(요코하마 스타디움), 7이닝 1실점 ※역대 142번째

#### 기타
- 노히트 노런: 2020년 8월 15일, 대 요코하마 DeNA 베이스타스 11차전(요코하마 스타디움), 9회 10탈삼진 3사사구(3볼넷 0사구) ※역대 82명째(93번째)
- 올스타전 출장: 2회(2013년, 2017년)
- 개막전 선발 투수: 7회(2014년~2016년, 2019년, 2021년~2023년)

### 등번호
- 29(2013년~)

### 연도별 투수 성적
| 연 도      | 소 속      | 등 판 | 선 발 | 완 투 | 완 봉 | 무 4 구 | 승 리 | 패 전 | 세 이 브 | 홀 드 | 승 률 | 타 자 | 이 닝  | 피 안 타 | 피 홈 런 | 볼 넷 | 고 4 | 몸 맞 | 탈 삼 진 | 폭 투 | 보 크 | 실 점 | 자 책 점 | 평 자 책 | W H I P |
| ---------- | ---------- | ----- | ----- | ----- | ----- | ------- | ----- | ----- | -------- | ----- | ----- | ----- | ------ | -------- | -------- | ----- | ---- | ----- | -------- | ----- | ----- | ----- | -------- | -------- | ------- |
| 2013년     | 야쿠르트   | 26    | 26    | 4     | 3     | 0       | 16    | 4     | 0        | 0     | .800  | 722   | 178.0  | 155      | 9        | 45    | 1    | 2     | 135      | 2     | 0     | 63    | 58       | 2.93     | 1.12    |
| 2014년     | 야쿠르트   | 17    | 17    | 0     | 0     | 0       | 9     | 6     | 0        | 0     | .600  | 469   | 108.1  | 119      | 13       | 22    | 0    | 3     | 108      | 1     | 1     | 52    | 44       | 3.66     | 1.30    |
| 2015년     | 야쿠르트   | 27    | 27    | 1     | 1     | 0       | 11    | 8     | 0        | 0     | .579  | 700   | 168.0  | 152      | 18       | 48    | 0    | 4     | 128      | 0     | 0     | 66    | 58       | 3.11     | 1.19    |
| 2016년     | 야쿠르트   | 25    | 25    | 4     | 1     | 1       | 8     | 9     | 0        | 0     | .471  | 668   | 158.0  | 149      | 22       | 52    | 0    | 6     | 114      | 3     | 0     | 82    | 79       | 4.50     | 1.27    |
| 2017년     | 야쿠르트   | 22    | 18    | 2     | 1     | 0       | 8     | 7     | 0        | 1     | .533  | 509   | 124.0  | 104      | 11       | 39    | 0    | 0     | 109      | 0     | 0     | 42    | 39       | 2.83     | 1.15    |
| 2018년     | 야쿠르트   | 18    | 18    | 0     | 0     | 0       | 8     | 5     | 0        | 0     | .615  | 450   | 108.0  | 109      | 9        | 24    | 2    | 1     | 94       | 1     | 0     | 36    | 33       | 2.75     | 1.23    |
| 2019년     | 야쿠르트   | 26    | 26    | 2     | 1     | 2       | 5     | 12    | 0        | 0     | .294  | 686   | 159.2  | 173      | 26       | 36    | 0    | 2     | 132      | 1     | 0     | 91    | 81       | 4.57     | 1.31    |
| 2020년     | 야쿠르트   | 20    | 20    | 1     | 1     | 0       | 10    | 8     | 0        | 0     | .556  | 515   | 119.0  | 132      | 20       | 29    | 1    | 2     | 83       | 2     | 0     | 64    | 61       | 4.61     | 1.35    |
| 2021년     | 야쿠르트   | 23    | 22    | 2     | 1     | 2       | 9     | 6     | 0        | 0     | .600  | 529   | 128.1  | 132      | 15       | 30    | 3    | 1     | 97       | 2     | 0     | 64    | 59       | 4.14     | 1.26    |
| 2022년     | 야쿠르트   | 25    | 25    | 1     | 1     | 1       | 8     | 8     | 0        | 0     | .500  | 621   | 153.1  | 145      | 16       | 32    | 1    | 3     | 91       | 2     | 0     | 50    | 48       | 2.82     | 1.15    |
| 2023년     | 야쿠르트   | 23    | 23    | 0     | 0     | 0       | 10    | 8     | 0        | 0     | .556  | 579   | 144.0  | 124      | 14       | 33    | 2    | 4     | 86       | 2     | 0     | 60    | 54       | 3.38     | 1.09    |
| 2024년     | 야쿠르트   | 12    | 11    | 0     | 0     | 0       | 2     | 5     | 0        | 0     | .286  | 264   | 62.0   | 75       | 6        | 8     | 2    | 0     | 40       | 0     | 0     | 35    | 32       | 4.65     | 1.34    |
| 통산: 12년 | 통산: 12년 | 264   | 258   | 17    | 10    | 6       | 104   | 86    | 0        | 1     | .547  | 6712  | 1610.2 | 1569     | 179      | 398   | 12   | 28    | 1217     | 16    | 1     | 705   | 646      | 3.61     | 1.22    |

- 2024년 시즌 종료 기준.
- 굵은 글씨는 시즌 최고 성적.

### WBSC 프리미어 12에서의 투수 성적
| 연 도 | 대 표 | 등 판 | 선 발 | 승 리 | 패 전 | 세 이 브 | 타 자 | 이 닝 | 피 안 타 | 피 홈 런 | 볼 넷 | 고 4 | 몸 맞 | 탈 삼 진 | 폭 투 | 보 크 | 실 점 | 자 책 점 | 평 자 책 |
| ----- | ----- | ----- | ----- | ----- | ----- | -------- | ----- | ----- | -------- | -------- | ----- | ---- | ----- | -------- | ----- | ----- | ----- | -------- | -------- |
| 2015  | 일본  | 1     | 0     | 1     | 0     | 0        | 11    | 3.0   | 2        | 1        | 0     | 0    | 1     | 1        | 0     | 0     | 2     | 2        | 6.00     |

### 연도별 수비 성적
| 연도 | 소속     | 투수  | 투수  | 투수  | 투수  | 투수  | 투수     |
| 연도 | 소속     | 경 기 | 척 살 | 보 살 | 실 책 | 병 살 | 수 비 율 |
| ---- | -------- | ----- | ----- | ----- | ----- | ----- | -------- |
| 2013 | 야쿠르트 | 26    | 13    | 20    | 1     | 1     | .971     |
| 2014 | 야쿠르트 | 17    | 6     | 8     | 0     | 0     | 1.000    |
| 2015 | 야쿠르트 | 27    | 12    | 24    | 0     | 2     | 1.000    |
| 2016 | 야쿠르트 | 25    | 9     | 21    | 0     | 0     | 1.000    |
| 2017 | 야쿠르트 | 22    | 7     | 28    | 2     | 1     | .946     |
| 2018 | 야쿠르트 | 18    | 3     | 18    | 0     | 1     | 1.000    |
| 2019 | 야쿠르트 | 26    | 10    | 37    | 2     | 3     | .959     |
| 2020 | 야쿠르트 | 20    | 8     | 21    | 1     | 2     | .967     |
| 2021 | 야쿠르트 | 23    | 6     | 22    | 2     | 0     | .933     |
| 2022 | 야쿠르트 | 25    | 9     | 21    | 2     | 0     | .938     |
| 2023 | 야쿠르트 | 23    | 14    | 13    | 1     | 0     | .964     |
| 2024 | 야쿠르트 | 12    | 2     | 5     | 0     | 0     | 1.000    |
| 통산 | 통산     | 264   | 99    | 238   | 11    | 10    | .968     |

- 2024년 시즌 종료 기준.